# Orașul pierdut Z
Orașul pierdut Z (în engleză The Lost City of Z) este un film biografic de aventură din 2016 scris și regizat de James Gray, bazat pe cartea cu același nume din 2009 a lui David Grann. Rolurile principale au fost interpretate de actorii Charlie Hunnam, Robert Pattinson și Sienna Miller.

## Distribuție
- Charlie Hunnam - Percy Fawcett
- Robert Pattinson - Corporal Henry Costin
- Tom Holland - Jack Fawcett
  - Bobby Smalldridge - Jack Fawcett la 7 ani
  - Tom Mulheron - tânărul Jack Fawcett
- Edward Ashley - Caporal Arthur Manley[8][9]
- Sienna Miller - Nina Fawcett
- Angus Macfadyen - James Murray
- Clive Francis - Sir John Scott Keltie
- Ian McDiarmid - Sir George Goldie
- Franco Nero - Baron de Gondoriz
- Harry Melling - William Barclay
- John Sackville - Simon Beauclerk
- Adam Bellamy - Cecil Gosling
- Daniel Huttlestone - Brian Fawcett
- Murray Melvin - Lord James Bernard

## Filme asemănătoare
- Idilă pentru o piatră prețioasă (Romancing the Stone, 1984)
- Giuvaierul Nilului (The Jewel of the Nile, 1995)
- Orașul pierdut (The Lost City, 2022)
- Paznicul muntelui de aur (1986)